# Velika pliskavka
Velika pliskavka (znanstveno ime Tursiops truncatus) je morski sesalec iz družine delfinov, ki poseljuje skoraj vsa morja in oceane.
Ta vrsta delfinov je najbolj poznana in priljubljena med vsemi morskimi sesalci, kljub temu pa ostaja življenje delfinov ob obalah vseh svetovnih morij še naprej nerazrešena uganka.

## Opis in prehrana
Velike pliskavke so po hrbtu sive, po spodnji strani telesa pa skoraj povsem bele barve. Njihova koža je gladka in mehka in ni prekrita z luskami.
Osnovna hrana teh sesalcev so najrazličnejše ribe, njihov način lova pa ustreza vrsti plena. Ker lovijo posamezne ribe, v normalnih okoliščinah ne iščejo malega plena. V njihovi hrani se le deloma pojavljajo glavonožci ali drugi nevretenčarji, oziroma ptiči, ki sedajo na morsko gladino.
Kadar se pripravljajo na lov velike jate rib, se na skupni lov pripravijo tako, da se skupaj zbere tudi do sto živali, ki svoje akcije usklajujejo z zvokom, ki spominja na nekakšno govorico. 

## Razmnoževanje
Velike pliskavke se parijo večinoma spomladi ali poleti. Po desetih ali dvanajstih mesecih brejosti samica praviloma skoti enega mladiča. Materi pri skotitvi pomagata dva ali včasih več delfinov, ki imajo funkcijo babic. Varujejo jo pred napadi morskih psov, ki bi jih znala privabiti kri.
Po rojstvu mladiča se cela skupina poda na pot, novorojenčka pa na njegovi poti spremljajo tudi babice. Pri porodu so delfini zelo odvisni od pomoči teh porodničarjev. Enako pomoč nudijo tudi ranjeni živali. Takoj se odzovejo na klic na pomoč ranjeni živali, ki jo po potrebi v vodi tudi podpirajo in dvigujejo na površje, da vdihne zrak.
Samica doji mladiča najmanj 16 mesecev, tako da ima mladiča lahko le enkrat v dveh ali treh letih. Verjetno se vsakič pari z drugim samcem, česar pa znanstvenikom še ni uspelo dokazati.